# شمس الحق
شمس الحق سیاستمدار اهل بنگلادش بود که در زمان پاکستان متحد، در پارلمان مرکزی کشور اقدام به تأسیس کمیته‌ای برای احقاق رسمیت زبان بنگالی نمود و کارهایش به جنبش زبان بنگالی در دههٔ ۱۹۵۰ دامن زد. او همچنین اولین و سومین ریاست عوامی لیگ بنگلادش، که از مهره‌های کلیدی گسترش ناسیونالیسم بنگالی بود، را برعهده داشت.